# Taxir
Taxir (em latim: Thasie; *Thasira?; em armênio/arménio: Տաշիր; romaniz.: Tašir; em georgiano: ტაშირი; romaniz.: Taširi), segundo a Geografia de Ananias de Siracena (século VII), foi um gavar (cantão) da província de Gogarena, na Armênia.

## História

Armênia em 150. Gogarena situa-se ao norte

Armênia ca. 1000

Fazia parte da Armênia desde o tempo da dinastia orôntida (r. 331–200 a.C.), porém a fraqueza orôntida permitiu a Ibéria dos farnabázidas (r. 302 a.C.–189 d.C.) incorporá-la e adicioná-la ao recém-criado Ducado de Sanxevilde. Com a ascensão dos artaxíadas (r. 189–12 a.C.) na Armênia, entretanto, a balança do poder muda e Taxir é recuperada. Com essa reconquista artaxíada, Taxir e outras regiões ao norte da Armênia foram organizadas na chamada Marca Mósquia que foi colocada sob o príncipe de Gogarena com o título de vitaxa. Na primeira metade do século I, com o temporário declínio da monarquia armênia, essas regiões tornam a ser iberas, mas logo na segunda metade do século já são recuperadas.
Em meados do século V, era um principado autônomo e segundo Moisés de Corene seus príncipes descendiam de Haico. Sua elevação ocorreu em meados do século V; mas no século VII, voltou a fazer parte de Gogarena. Eremyan, em sua leitura da obra do geógrafo Ananias de Siracena do século VII, propôs que Taxir Superior foi incorporada na província de Airarate (forma como Ananias designa a província de Armênia Inferior fundada pelo Império Bizantino em 591), mas Hewsen se questiona se não fazia parte, junto de Taxir, de Gogarena. Podia talvez recrutar 100 cavaleiros ao exército real da Armênia. Ocupava a planície entre o Debede superior e o Fambaque, com a cidade de Lorri. Hewsen diz que equivalia aos municípios modernos de Estepanavã, Taxir e Alaverdi no norte da antiga Armênia soviética. Sua porção formada pela planície de Fambaque foi depois chamada Taxir Superior, e Cyril Toumanoff propôs que equivalia ao cantão de Cangarca, mas há dúvidas. Foi sugerido que tinha 2 050 quilômetros quadrados, enquanto Taxir Superior 1075.
Em 430, o príncipe Axuxa I é citado. Era membro da dinastia mirrânida e se sabe que depois dessa data tornou-se vitaxa de Gogarena, posição que seus descendentes mantêm até o século VIII. A inscrição de 772 na Igreja de Sanxevilde Sioni fala de seus senhores. Indica que perderam Gogarena em algum momento antes da inscrição, bem como que havia novo ramo cadete mirrânida em Taxir. O bagrátida Gurgenes V (r. 830–882), filho do príncipe Asócio I (r. 813–830), no início do século IX era o senhor de Taxir. Antes de 876, Gurgenes dividiu parte de suas terras entre seus irmãos e cedeu a seu cunhado, o futuro rei Asócio I (r. 884–890), Taxir. Em 972, um reino bagrátida independente foi estabelecido ali e centrado em Lorri. No fim do século X, marzobã Demétrio, príncipe de Gague, aparece tentando por seu filho como mampali de Taxir; Toumanoff acha que foi a última tentativa dos vitaxas de reter suas antigas terras, então fortemente sob os bagrátidas.